# Mesocapromys
Genre
Mesocapromys est un genre de rongeurs de la famille des Capromyidae, dont les espèces sont toutes endémiques de Cuba.
Ce genre a été décrit pour la première fois en 1970 par le zoologiste cubain Luis S. Varona.

## Liste d'espèces
Selon Mammal Species of the World (version 3, 2005)  (12 janv. 2013) et ITIS (12 janv. 2013) :
- Mesocapromys angelcabrerai (Varona, 1979)
- Mesocapromys auritus (Varona, 1970)
- Mesocapromys melanurus (Poey, 1865) - Rat à queue noire (syn. Capromys melanurus[3])
- Mesocapromys nanus (G. M. Allen, 1917)
- Mesocapromys sanfelipensis (Varona & Garrido, 1970) - espèce sans doute éteinte[4].

Selon Catalogue of Life (12 janv. 2013) :
- Mesocapromys angelcabrerai
- Mesocapromys auritus
- Mesocapromys nanus
- Mesocapromys sanfelipensis